# Vlag van Baja California

Vlag van Baja California (ratio 4:7)

De niet-officiële vlag van Baja California toont het wapen van Baja California centraal op een witte achtergrond, waarbij de hoogte-breedteverhouding van de vlag net als die van de Mexicaanse vlag 4:7 is.
Net als de meeste andere staten van Mexico heeft Baja California geen officiële vlag, maar wordt de hier rechts afgebeelde vlag op niet-officiële wijze gebruikt. De enige vlag met officiële status is de Mexicaanse vlag.

## Geschiedenis

Vlag van Walkers Republiek Sonora.

Baja California is een aantal maal het toneel geweest van bewegingen die afscheiding van Mexico wilden, al dan niet gevolgd door aansluiting bij de Verenigde Staten. Zij gebruikten eigen vlaggen. De meest bekende poging is die van William Walker in 1854. Hij runde tussen januari en mei van dat jaar de Republic of Lower California, later omgedoopt tot Republic of Sonora. Deze republiek bestond uit twee delen: Lower California (waar het schiereiland Neder-Californië voor geclaimd werd) en Sonora. Deze twee delen werden op de vlag gesymboliseerd door twee sterren. Het aantal punten van de sterren was waarschijnlijk zes, maar mogelijk vijf. Ook de precieze ontwerpdetails van de vlag zijn onzeker, maar de afbeelding hier rechts benadert waarschijnlijk de werkelijk gebruikte vlag.

### Historische vlaggen

Vlag van Lower California 1888 (ratio 2:3)
Vlag van República de Baja California 2013 (ratio 2:3)